# Пірмухаммед-хан I
Пірмухаммед-хан I (*1511 — 1567) — 9-й хан Держави Шейбанідів у 1556—1561 роках.

## Життєпис
Праонук Абулхайр-хана, володаря Держави кочових узбеків, онук Хаджа-Мухаммеда. Другий син Джанібек-султана, хакіма (правителя) Міанкаля. Народився 1511 року. 1526 року разом з батьком і братами брав участь у захопленні Балху, куди у 1529 році після смерті батька Пірмухаммед перебрався. Разом з братом Кістин Кара-султаном, правителем Балху, брав участьу війнах проти Сулейман-шаха (сина Мірзи-хана з династії Тимуридів), правителя Бадахшану. Також був учасником походу на Бухару.
1544 після поразки небожа Кіліч Кара-султана у війні з Сулейман-шахом очолив Балхських Шейбанідів. 1546 року повернув під владу Балх. Сприяв тому, що Балхське ханство здобуло повну незалежність. Проводив активну загарбницьку політику, значно розширивши володіння. Було захоплено Абіверд, Мерв з областю, Термеза, на чолі яких було поставлено синів і онуків Пірмухаммед-хана. Значно зміцнилися і південні кордони Гурзівану (на кордоні з Бадахшанським ханством) та Гарчистану (гірська область біля Герату).
Водночас уклав союз з Камраном Мірзою, правителем Кадулу і Кандагару. 1547 року надав прихисток тому, коли його брат Хумаюн захопив Кабул. Потім допоміг Камрану захопити Бадахшан. У 1550 року Хумаюн спробував захопити Балх, але не досяг успіху. Невдовзі за цим родич Пірмухаммеда — Абулазіз-хан, правитель Бухари, рушив на Балх, але ще на початку шляху раптово помер. Такою обставиною скористався Пірмухаммед, що у серпні 1550 року захопив Бухару.
Втім більшість знаті та мусульманського духовенства не підтримали Пірмухаммед-хана. Тоді він намагався домогтися визнання правителем бухари свого небожа — Узбек-султана (сина Рустем-султана). Ця спроба також була невдалою. Влітку 1551 року залишив Бухару. Тут було оголошено правителем Мухаммед Яр-султана (сина ха Мухаммеда Шейбані).
1552 року спільно з небожем Абдуллою-султаном (сином Іскандер-хана) виступив проти верховного правителя держави Навруз Ахмед-хана, який рушив на Кеш, панував Султан Саїд-султан (син Абу Саїд-хана), чим змусили супротивника відступити до Самарканду. Згодом Пірмухаммед домігся визнання Султан Саїд-султан співправителем Самарканду.
1553 року проти Пірмухаммеда та його союзників виступили Навруз Ахмед-хан, який знову захопив Самарканд, і Бурхан-султан (онук Убайдулли-хана), що на той час став співправителем Бухари. У битві біля Касану Пірмухаммед і Абдулла-султан завдали поразки Бурхан-султану, внаслідок чого Навруз Ахмед-хан відступив від Кешу.
1554 року відбулася запекла битва біля Карші між Навруз Ахмед-ханом та Абдулла-султан (якого активно підтримував Пірмухаммед), що об'єднав усіх нащадків Джанібек-султана. Проте Пірмухаммед зазнав ніщивної поразки, відступивши до Балху. Сюди невдовзі перебралися його небожі. 1555 року власне пірмухаммед виступив проти верховного хана, але біля Фаррахіна (в міанкалі) зазнав поразки. Проте того ж року надав війська Абдуллі-султану, що спільно з Бурхан-султаном виступив проти Навруз Ахмед-хана.
1556 року зумів знову захопити Бухару. Невдовзі за цим отримав звістку про смерть Навруз Ахмед-хана. Невдовзі за цим оголосив себе верховним ханом. 13 червня 1557 року це було закріплено офіційно.
Невдовзі стикнувся з новими нападами Сулейман-шаха, який на той час відвоював Бадахшан. Тому призначив Абдуллу-султана намісником Бухари. Влітку 1560 року об'єднані війська Шейбанідів в місцині Чашма-ї казиран (неподалік Сарі-пуля) в запеклій битві завдали нищівної поразки Сулайман-шаху, який ледве врятувався. Втім було захоплено сина останнього — Іскандер-мірзу, якого було страчено у Балху. Після цього Пірмухаммед-хану I вдалося захопити Кундуз, а потім Бадахшан. Сулейман-шах втік до Імперії Великих Моголів.
1561 року домовився з Абдуллою-султаном обміняти Балх на Бухару, намагаючись встановити повний контроль над Мавераннахром. Проти цього виступив Дін-Мухаммед-султан (син Пірмухаммед-хана I), правитель Шебергана, що вчинив заколот проти батька. В результаті Абдулла-султан повернувся до Бухари, а Пірмухаммед-хан швидко приборкав заколот сина.
Втім в Бухарі Абдулла-султан оголосив верховним ханом свого батька — Іскандер-хана. В результаті в державі знову постало двовладдя. Пірмухаммед-хан I намагався заручитися підтримкою Персії, з якою встанови дружні відносини. Втім не наважився виступити проти Абдулли-султана.
Помер Пірмухаммед-хан I 1567 року. У Балхському ханстві йому спадкував син Дін-Мухаммед.